# Szijártó Zsolt
Szijártó Zsolt (Mezőtúr, 1979. december 20. –) túrkevei magyar rockzenész, gitáros. Az Akela és a Kárpátia együttesek révén vált országosan ismertté. 2019-ben szólóalbuma jelent meg Stoppos a galaxisban címmel. 2023-tól a Mobilmánia gitárosa.

## Zenei pályafutása
Tízéves korában kezdett el gitározni. Különböző stílusú zenekarok gitárosa volt. Első együttese a Mágus volt 1989-től. Ezt követték az olyan zenekarok, mint a Wameru, Szakemberek, Resistan, Without Face. Ezután évekig (2003–2011) az Akela zenekar, majd az After Rain (2006–2012) zenekar szólógitárosa volt, ezzel párhuzamosan az Omenben is zenélt (2008–2012). Kárpátia szólógitárosa (2011-2022). 2011-ben az Ossian 25 éves jubileumi koncertjén is fellépett egy szám (Brahms V. magyar táncának feldolgozása) erejéig, valamint a Judas Priest és Iced Earth egykori énekesével, Tim Ripper Owensszel részt vett egy kelet-európai koncertkörúton.

### Kárpátia
2011-ben Csiszér Levente családi okok miatt távozott a zenekarból, ekkor lett Szijártó a Kárpátia tagja. 2011. augusztus 20-án megjelent a Justice for Hungary című albumuk, pontosan egy évre rá pedig a Rendületlenül. 2013-ban megjelent A száműzött című album, melyről a zenekar 4 dalhoz forgatott klipet. Még ebben az évben megjelent a zenekar első válogatásalbuma, mely a Legio címet kapta, és 18 dal szerepel rajta, főként a lengyelek számára, éppen ezért hazánkban csak limitált kiadásban kapható. A teljes diszkográfia az alábbi fejezetben követhető.
Szíjártó Zsolt gitárjátéka egy új, keményebb, néhol heavy metal szerű rockzenei stílusba sorolta a csapatot, amit előtte talán tényleg csak a nemzeti rock megnevezéssel lehetett leírni.

### Szólóban
2019-ben Zsolt egy szólólemezzel indította a nyarat, ugyanis május 3-án megjelent debütáló szólóanyaga, Stoppos a galaxisban címmel. A lemez a Hammer Records gondozásában látott napvilágot, borítóját Zsolt barátja, a világszerte ismert és elismert Havancsák Gyula (Hjules) készítette, a kiváló hangzást pedig Cserfalvi Zoltán és Boros Béla biztosította, a szolnoki Denevér Stúdióban. A lemezen számos vendégzenész kíséri a gitármágust (Dobosok: Borlai Gergő (All Star), Geröly Mátyás (Ganxsta Zolee), Ratkai ”Retek” Miklós (Alcohol, ex-Akela), Talabér Gábor (ex-After Rain), Kiss Viktor (ex-After Rain), Basszusgitárosok: Havancsák Gyula, Cserfalvi ” Töfi ” Zoltán (Iron Maidnem), Boros Béla (Palmetta), Petrás János (Kárpátia), Juhász Péter (Deals), Kőrös Tamás (Wellhello), Vincze Róbert (ex-After Rain), Gitárosok: Back Zoltán (Kárpátia) Kovács ”Pókember” Attila (ex-Akela), Pálfi Tamás (Végvár), Billentyűk: Beke Márk (Lord) ). A lemez megjelenése előtt két nagy népszerüségnek örvendő klippel is előrukkolt Zsolt, az elsőt a címadó dalra forgatták, Bélapátfalván, a második, koncert-jelleget sugárzó klipben (Már elégtünk volna) pedig női zenészek színesítik a videóban játszó zenekart, a gitáros társai: Egedy Piroska-gitár (a Kárpátia csellistája), Tóth Viki-gitár (ex-Vasmacska), Dudás Ivett-basszusgitár (a Tales Of Evening énekesnője) illetve Kelemen Ágnes-dobok (ex-Vasmacska).

### Mobilmánia
2023. Január 1-től a zenekar tagjaként folytatja pályafutását

## Diszkográfia
Szólóban
- Stoppos a galaxisban – 2019

Akela
- Forr a dalom – 2004
- Fog-a-dalom – 2005 (+ Forr-a-dalom DVD-a 2004-es budapesti Petőfi Csarnokbeli buli felvétele)
- Fejetlenség – 2006
- Fattyúdal – 2007

After Rain
- Vitorlát szélbe – 2008

Omen
- Nomen est omen – 2012

Kárpátia
- Justice for Hungary! – 2011
- Rendületlenül – 2012
- Legio (válogatásalbum a lengyel rajongók számára) – 2013
- A száműzött – 2013
- Bátraké a szerencse – 2014
- Tartsd szárazon a puskaport – 2015
- Territórium – 2016
- Isten kegyelméből – 2018
- Egyenes gerinccel – 2019

Europica
- Part one – 2017

Vendégként
- Robinzon Cirkusz – Lilöping Fíling – 2008
- Bloody Roots – Isten kezében – 2008
- Ossian – 25 éves jubileumi koncert DVD – 2011
- Tales of Evening – Szilánkok – 2015
- Dr. Weisz – Metal Konzílium – 2015
- Rudán Joe – Még egy tárral – 2017
- Jazz, pop, rock gitárszólók kiadvány – 2018
- Mentes Norbert – A rock & roll örök – 2018
- Palmetta – Kavalkád – 2018
- Rotor – Most vagy soha – 2019
- Moby Dick – Terápia – 2019
- Cool Head Klan – Tűzben edzett – 2019